# Jean-Pierre Brulois
Jean-Pierre Brulois, né le 18 avril 1957, est un ancien champion du monde de force athlétique, homme fort et haltérophile français.

## Sports de force
Jean-Pierre est principalement connu pour avoir remporté le titre de champion du monde IPF Powerlifting 1990 à La Haye, aux Pays-Bas. Ancien champion olympique junior d'haltérophilie, il a également concouru dans quatre championnats du monde d'homme fort : 1985, 1986, 1988 et 1992, terminant huitième en 1985, cinquième en 1986 et septième en 1988. Il est médaillé de bronze de force athlétique aux Jeux mondiaux de 1989 dans la catégorie des poids lourds.
Globalement, Jean-Pierre Brulois est sans doute le Français le plus fort dont les exploits ont jamais été officiellement vérifiés (avec Louis Uni et Charles Rigoulot).

## Vie privée
Dans un article de 2005, Jean-Pierre Brulois a confié au spécialiste français des sports de force Emmanuel Legeard que, enfant, il a été tourmenté par un cauchemar récurrent dans lequel il se faisait écraser par un camion ; l'entraînement aux poids l'a aidé à surmonter ce traumatisme . Jean-Pierre a commencé l'haltérophilie à 14 ans. En tant que cadet (à 16 ans) puis en tant qu'haltérophile junior (à 17 ans), il a pulvérisé les records français dans les disciplines de l'arraché et de l'épaulé-jeté, mais il a dû arrêter à 18 ans pour effectuer son service militaire.
De retour de son service militaire, il a été contacté par Serge Nubret qui l'a convaincu d'abandonner l'haltérophilie pour la force athlétique. Au milieu des années 1980, Jean-Pierre rencontre Marc Vouillot, un entraîneur renommé de force athlétique, qui a immédiatement perçu son potentiel athlétique et a commencé à l'entraîner. En 1990, il a été couronné champion du monde poids super-lourd de l'International Powerlifting Federation. Il a quitté le milieu peu après pour des raisons autant professionnelles que familiales. En 1987, Harry Kümel l'avait pressenti pour le rôle d'Hercule dans un téléfilm de la Série rose, Hercule aux pieds d'Omphale de Michel Boisrond.

## Records de force athlétique
- Squat - 402,5 kg « Équipé » (Championnats du monde IPF de 1990, catégorie plus de 125 kg).
- Développé couché - 250 kg « raw » (Coupe des Flandres, 1991, catégorie plus de 125 kg).
- Soulevé de terre - 340 kg « raw » (Championnats nationaux, Fédération française de force, catégorie 125 kg).
- Total 972,5 kg [5].

## Records notables en haltérophilie
- Arraché : 120 kg (record national français des cadets à l'âge de 16 ans) [2].
- Épaulé-jeté : 150 kg (record national français des cadets  à l'âge de 16 ans) [2].

## Records personnels[1]
- Arraché : 150 kg.
- Épaulé-jeté : 180 kg.

## Résultats mondiaux homme fort
- 1985 World's Strongest Man : huitième
- 1986 World's Strongest Man : cinquième
- 1988 World's Strongest Man : septième

## Filmographie
- Hercule aux pieds d'Omphale : Hercule (1990)[6]
- La Totale ! le premier tueur (1991)[7]